# 賽巴斯提安·羅西
賽巴斯提安·羅西（西班牙語：Sebastián Rossi，1992年2月12日—）是一名阿根廷男子獨木舟運動員，曾代表國家參加2012年倫敦奧運的男子激流C1艇比賽，並未獲得獎牌。2015年泛美運動會，他獲得男子C2項目的銅牌。2019年泛美運動會，他又獲得男子C1項目的銀牌。